# استخر باطله

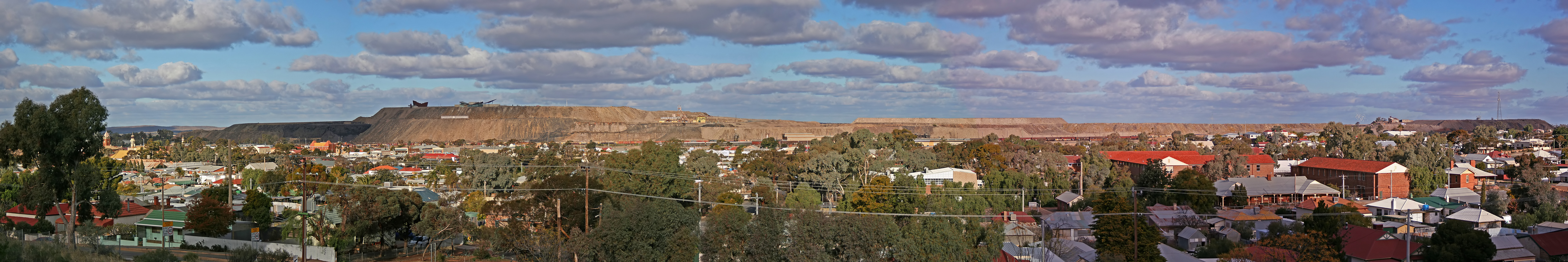
یک پانوراما بروکن هیل در ناحیه ای که پسماند معدنی انبوه قابل مشاهده استر.

استخر باطله یا سد باطله (به انگلیسی: tailings dam) به‌طور معمول یک سد خاکی است که برای ذخیره‌سازی محصولات جانبی عملیات استخراج پس از جدا کردن سنگ معدن از هرزه سنگ استفاده می‌شود. ضایعات معدنی می‌توانند مایع، جامد یا دوغابی از ذرات ریز باشند و معمولاً بسیار سمی و به‌طور بالقوه رادیواکتیو هستند. از پسماند جامد اغلب به عنوان بخشی از سازه استفاده می‌شود.
پسماند معدنی  (به انگلیسی: tailings) یا ضایعات معدنی به مواد باقی‌مانده در فرایند جداسازی بخش‌های ارزشمند از بخش‌های غیر ارزشمند یک سنگ معدن گفته می‌شود. باطله هستند متمایز از سرباراست که ضایعات سنگ یا مواد دیگر است که overlies یک سنگ یا مواد معدنی بدن و آواره در معدن بدون اینکه پردازش شده‌است. مقدار ضایعات معدنی می‌تواند از ۹۰–۹۸٪ برای برخی از سنگ‌های معدنی مس تا ۲۰–۵۰ ٪ برای سایر سنگ‌های معدنی متغیر باشد.

## نمونه‌ها

### مواد معدنی سولفید
پساب حاصل از ضایعات معدن سولفیدی بیشترین و مهم‌ترین ضایعات معدنی در جهان هستند. این پسماندها حاوی مقادیر زیادی از پیریت (FeS2) و آهن(II) سولفید (FeS) هستند که موجب جاری شدن اسید معدنی در طبیعت می‌شوند.

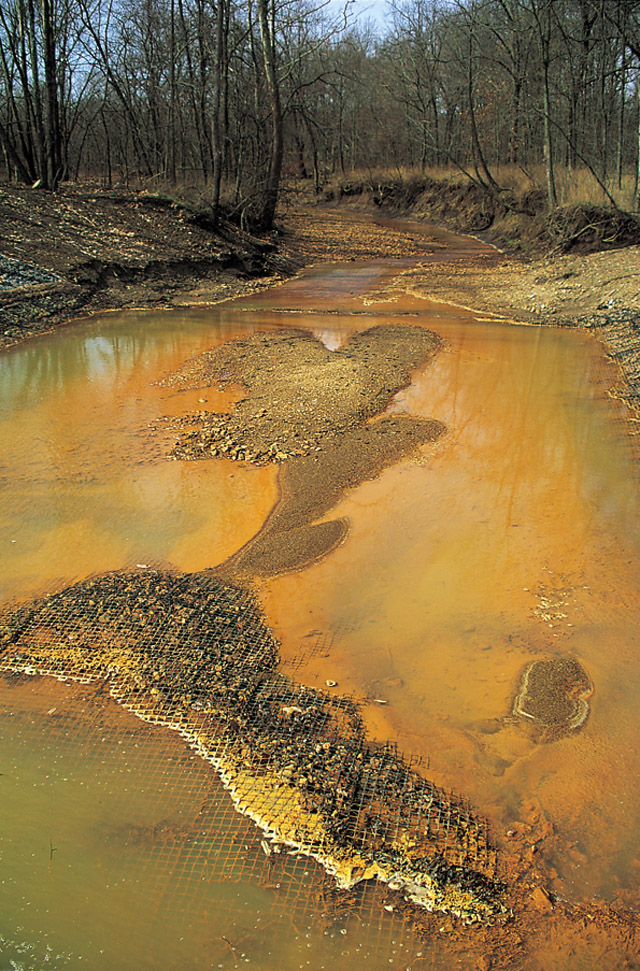
جریان اسید معدنی در سطح زمین.

### زغال‌سنگ و نفت شیل
وقتی که برای مقاصد معدنی خاصی به کار روند ممکن است حالت ضایعات معدنی پیدا کنند.

### آلومینیوم معدن

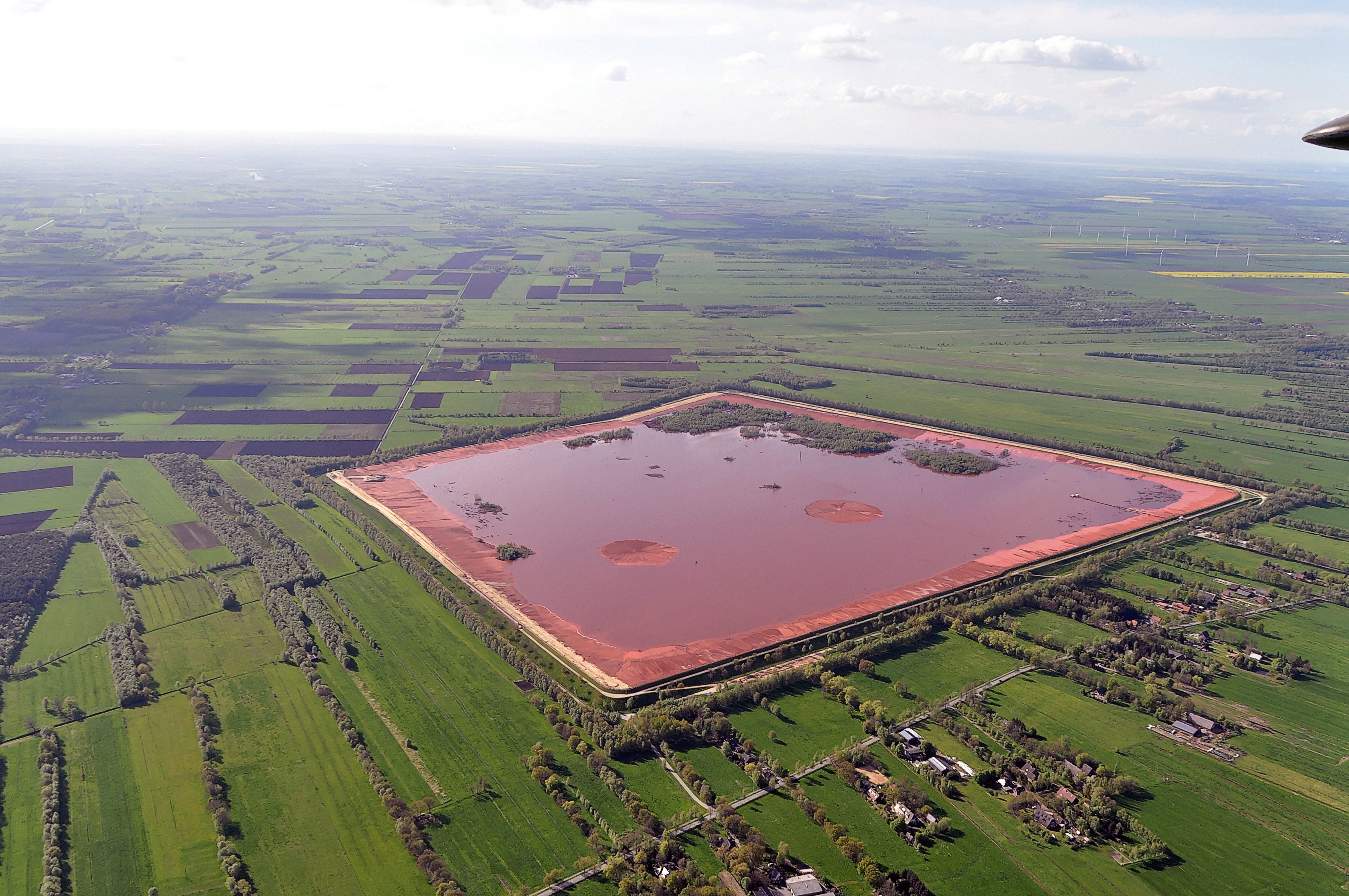
بوکسیت باطله در نزدیکی اشتدته (آلمان)

ضایعات بوکسیت از ضایعات صنعتی فرایند تولید آلومینیوم است. میزان ضایعات بوکسیت حدود ۷۷ میلیون تن در سال است که یکی از مهم‌ترین چالش‌ها در صنعت آلومینیوم به‌شمار می‌آید.